# Bat de criquet
Un bat de criquet és un bloc de fusta generalment plana a la cara del cop i amb una cresta al revers (part posterior), que concentra la fusta en el centre, on en general pica la pilota. El bat es fa tradicionalment de fusta de salze blanc caerulea (Salix alba var. caerulea), tractada amb oli de llinosa que té una funció protectora. S'utilitza aquesta varietat de salze doncs és molt dura i resistent als cops, no s'abonyega ni s'estella amb l'impacte d'una pilota de cricket a alta velcitat, a més de ser lleuger de pes. La cara del pal es pot cobrir amb una pel·lícula protectora.
El batador agafa el bat per un mànec llarg i cilíndric similar a la d'una raqueta de tennis, que per mitjà d'un enllaç està connectat a la fulla. El mànec està cobert generalment amb goma. Els bats incorporen un disseny de ressort de fusta on s'uneix el mànec amb la fulla. El disseny actual d'un mànec de canya empalmat en un full de salze és de 1880 de Charles Richardson, un alumne de Marc Isambard Brunel i l'enginyer en cap del primer Túnel de Severn.
Les vores del full més properes al mànec són coneguts com l'espatlla del mànec, i la part inferior del full que es coneix com el dit del peu del bat.

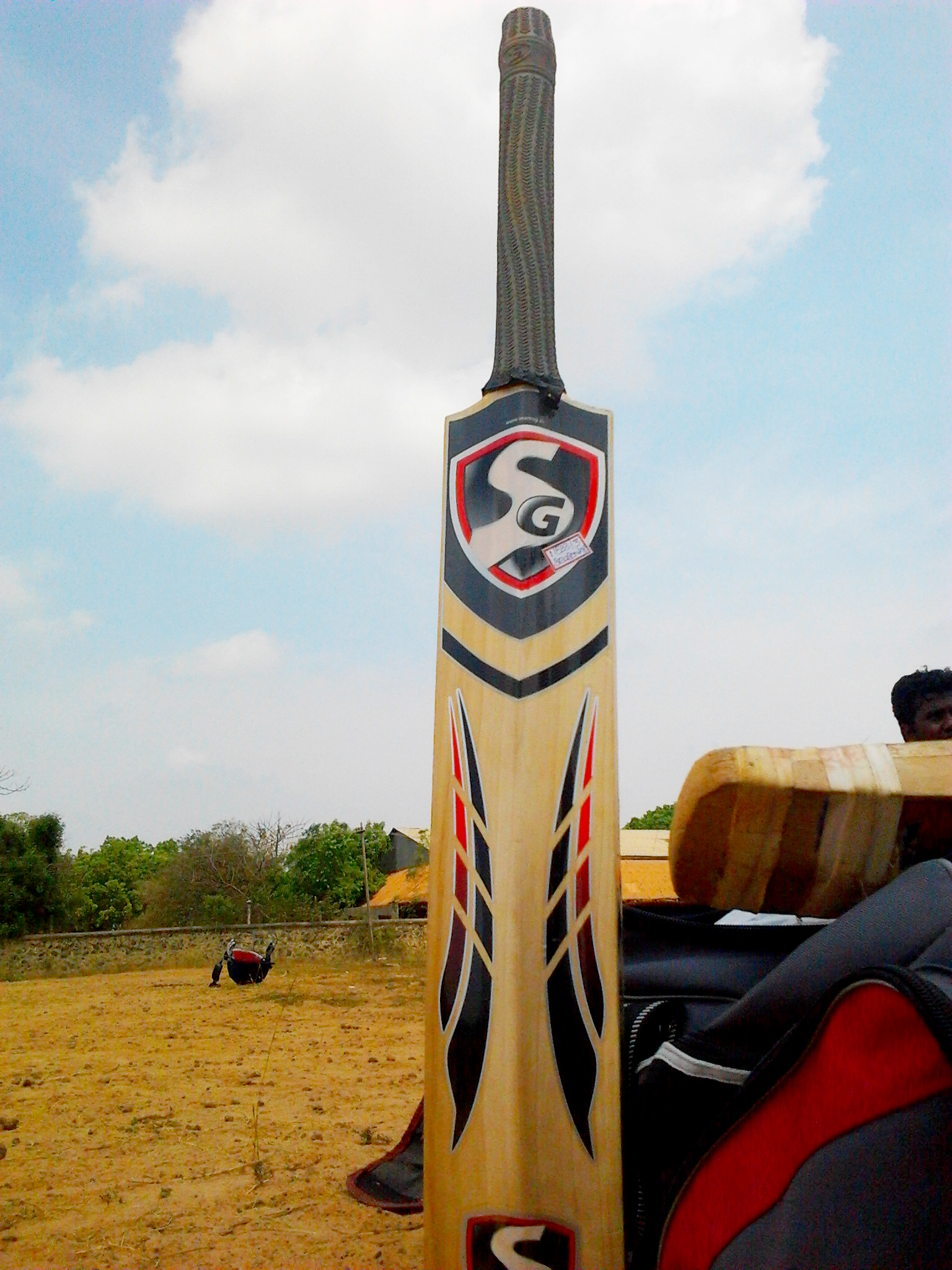
Un bat de cricket modern (vista posterior).

La sisena de lleis de Cricket diu que la longitud del bat no pot ser més de 38 polzades (965 mm) i l'amplada no més de 4,25 polzades (108 mm). Els bats pesen entre 1,1 i 1,4 kg, encara que no existeix un estàndard. L'apèndix I de les lleis del Cricket estableix especificacions més precises. Els bats moderns són generalment fets a mà a l'Índia o Pakistan a causa del molt baix cost de mà d'obra. No obstant això, alguns especialistes a Anglaterra, Austràlia i Nova Zelanda encara fabriquen bats, principalment amb l'ús d'un torn CNC.